# 2000-es Dakar-rali
A 2000-es Dakar-rali 2000. január 6-án rajtolt Dakarból, és 2000. január 23-án ért véget Kairó városában. A 22. alkalommal megrendezett versenyen 200 motoros 135 autós és 30 kamionos egység indult.

## Útvonal
A versenyzők 7.863 km megtétele után, Szenegál, Mali, Burkina Faso, Niger és Líbia érintésével jutottak el a Egyiptom fővárosába Kairóba.
| Szakasz | Dátum                   | Honnan                       | Hová           | Össztáv (km) |
| ------- | ----------------------- | ---------------------------- | -------------- | ------------ |
| 1       | január 6.               | Dakar                        | Tambacounda    | 594          |
| 2       | január 7.               | Tambacounda                  | Kayes          | 359          |
| 3       | január 8.               | Kayes                        | Bamako         | 711          |
| 4       | január 9.               | Bamako                       | Bobo Dioulasso | 608          |
| 5       | január 10.              | Bobo Dioulasso               | Uagadugú       | 762          |
| 6       | január 11.              | Uagadugú                     | Niamey         | 733          |
|         | január 12. - január 16. | 5 szakasz törölve Nigériában |                |              |
| 7       | január 17.              | Sabha                        | Waw el Kebir   | 469          |
| 8       | január 18.              | Waw el Kebir                 | Waha           | 661          |
| 9       | január 19.              | Waha                         | Khofra         | 647          |
| 10      | január 20.              | Khofra                       | Dakhla         | 852          |
| 11      | január 21.              | Dakhla                       | Dakhla         | 606          |
| 12      | január 22.              | Dakhla                       | Wadi Rayan     | 722          |
| 13      | január 23.              | Wadi Rayan                   | Kairó          | 139          |

## Végeredmény
A versenyt összesen 107 motoros, 95 autós és 23 kamionos fejezte be.

### Motor
|    | Versenyző      | Motor |
| -- | -------------- | ----- |
| 1. | Richard Sainct | BMW   |
| 2. | Óscar Gallardo | BMW   |
| 3. | Jimmy Lewis    | BWM   |

### Autó
|    | Versenyző            | Motor      |
| -- | -------------------- | ---------- |
| 1. | Jean-Louis Schlesser | Renault    |
| 2. | Stéphane Peterhansel | Mitsubishi |
| 3. | Jean Pierre Fontenay | Mitsubishi |

### Kamion
|    | Versenyző        | Motor |
| -- | ---------------- | ----- |
| 1. | Vlagyimir Csagin | Kamaz |
| 2. | Karel Loprais    | Tatra |
| 3. | Firdaus Kabirov  | Kamaz |